# Rodoljub Roki Vulović
Pour les articles homonymes, voir Roki (homonymie) et Vulović.
 (mars 2017).
Si vous disposez d'ouvrages ou d'articles de référence ou si vous connaissez des sites web de qualité traitant du thème abordé ici, merci de compléter l'article en donnant les références utiles à sa vérifiabilité et en les liant à la section « Notes et références ».
Rodoljub « Roki » Vulović, né le 1er mai 1955 à Bijeljina, en Yougoslavie, est un chanteur yougoslave et par la suite serbe. Connu pour ses chansons turbo folks parues entre 1992 et 1995, faisant les louanges des forces combattantes de la république serbe de Bosnie.
Il a aussi été professeur et directeur d’un lycée technique et agricole à Bijeljina.

## Biographie
Rodoljub Vulović est né le 1er mai 1955 à Bijeljina. Il commence sa carrière musicale en 1972, avec les deux chansons Kristina et Napustićeš me ti. Après la parution de son album Paša en 1988, il réalise une tournée des pays européens comprenant une forte population serbe. Il publie ensuite six albums entre 1992 et 2001, puis un septième début 2017. Il a été professeur et directeur d'un lycée technique à Bijeljina, et est désormais à la retraite.

### Guerre
Lors des guerres de Yougoslavie, le centre de Bijeljina est totalement détruit et la maison de Roki, située dans la rue Gavrilo Princip, est endommagée.
Il se porte volontaire dans la brigade d’infanterie de première ligne de Semberska et édite son album Semberski junaci. La plupart des chansons sont dédiées à ses amis, ses frères d’armes et ses commandants. Tous les bénéfices provenant de la vente des albums sont dépensés pour les soins des soldats blessés.
Après le succès de son premier album, Roki intègre la « Garde Panteri », unité combattante de l’Armée de république serbe de Bosnie, basée à Bijeljina. A l’initiative du commandant Pero Čolić il publie un nouvel album, Garda Panteri, en 1993. Cet album est principalement destiné à motiver les troupes et est celui qui rend Roki célèbre.
Son dernier album de chansons de guerres est Crni Bombarder (1995), littéralement « bombardier noir », titre qui évoque les F-117 bombardant l’armée serbe. Après cet album, Roki a publié un album de chansons d’amour, Zbog tebe en 1997.

## Discographie
- Kristina (1972)
- Paša (1988)
- Semberski junaci (1992)
- Garda Panteri (1993)
- Junaci Kozarski (1994)
- Crni bombarder (1995)
- Zbog tebe (1997)
- Otadžbini na dar (2001)